# Phare de Mystic Seaport

Le phare de Mystic Seaport (en anglais : Mystic Seaport Light), est un phare situé à l'extrémité sud de Mystic Seaport  à 3.2 km en amont de Noank dans le Comté de New London, Connecticut.

## Historique
Le phare de Mystic Seaport a été conçu par William F. Herman Jr. et construit en 1966. Il a été officiellement dédié le 31 août 1967, mais est resté éteint en raison des règles de navigation actives imposées par l'United States Coast Guard. Le phare est maintenant une lumière active, mais pas une aide officielle à la navigation. Sa structure en bois est surmontée d'une lanterne vitrée et il est une réplique du phare de Brant Point de l'île de Nantucket.
La structure a été utilisée comme exemple de phare pour les visiteurs de Mystic Seaport, mais n'a fait partie d'une exposition que lors d'une rénovation en 2008. L'intérieur du phare était équipé de cinq téléviseurs LCD pour afficher deux courts métrages éducatifs qui mettent en valeur l'histoire et la diversité architecturale des phares américains.

### Conception et construction
Ce phare, conçu par William F. Herman Jr., a été construit par Engineered Building en 1966. Les fonds pour le projet ont été donnés par M. et Mme John P. Blair. Monsieur Blair était membre du conseil d'administration de la Marine Historical Association depuis 1963, qui était le nom d'origine du Mystic Seaport.
La conception originale de l'artiste exigeait un phare générique conçu pour être représentatif de tous les phares, mais la conception réelle du phare a ensuite été modifiée en une réplique du phare de Brant Point de 1901 situé sur l'île de Nantucket au Massachusetts. Construit sur la pointe de Shipyard Point, c'est une structure en bardeaux blancs à deux étages surmontée d'une lanterne vitrée équipée d'une lentille de Fresnel de quatrième ordre. La consécration du phare a eu lieu le 31 août 1967. L'entretien du phare est assuré par le Mystic Seaport.

### Exigences opérationnelles
Le phare est soumis à la réglementation de la Garde côtière des États-Unis pour devenir opérationnel, et parce qu'il s'agit d'une réplique grandeur nature d'un phare, les exigences comprennent les horaires de surveillance et l'installation d'un feu de secours. Ce n'était pas une priorité financière pour Mystic Seaport en 1967 qui n'était pas un phare entièrement fonctionnel. Indépendamment de sa fonction prévue, le phare a été utilisé comme point de départ pour la course Annual Mystic River Day en 1981 .
Il est actif désormais, utilisant une lentille de Fresnel de quatrième ordre prêtée par la Garde côtière, mais il est pas une aide officielle à la navigation.

### Sentinelles de la mer
En juillet 2008, le Mystic Seaport Light a fait partie de l'expérience du visiteur lorsque l'intérieur a été inauguré dans le cadre de l'exposition "Sentinelles de la mer". L'exposition présente deux courts métrages éducatifs, The Heyday of Lighthouses et How to Look at a Lighthouse , sur cinq écrans LCD . Les deux films mettent en lumière l'histoire et la diversité architecturale des phares américains.

## Description
Le phare  est une tour en bois, avec galerie et lanterne, de 7,5 m de haut. Le bâtiment est peint en blanc et la galerie et la lanterne sont noirs. Io émet, à une hauteur focale de 8 m, une lumière blanche continue.

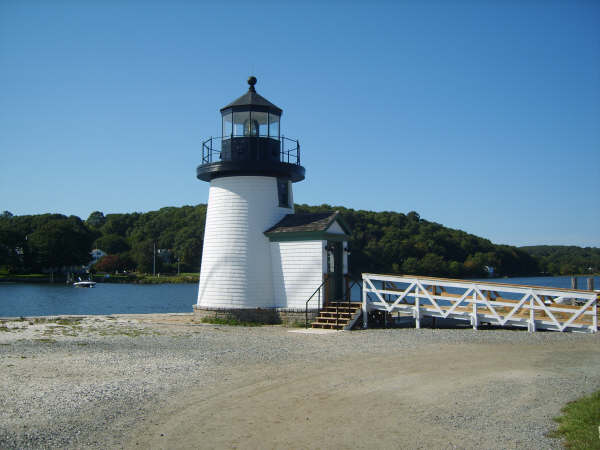
Le phare
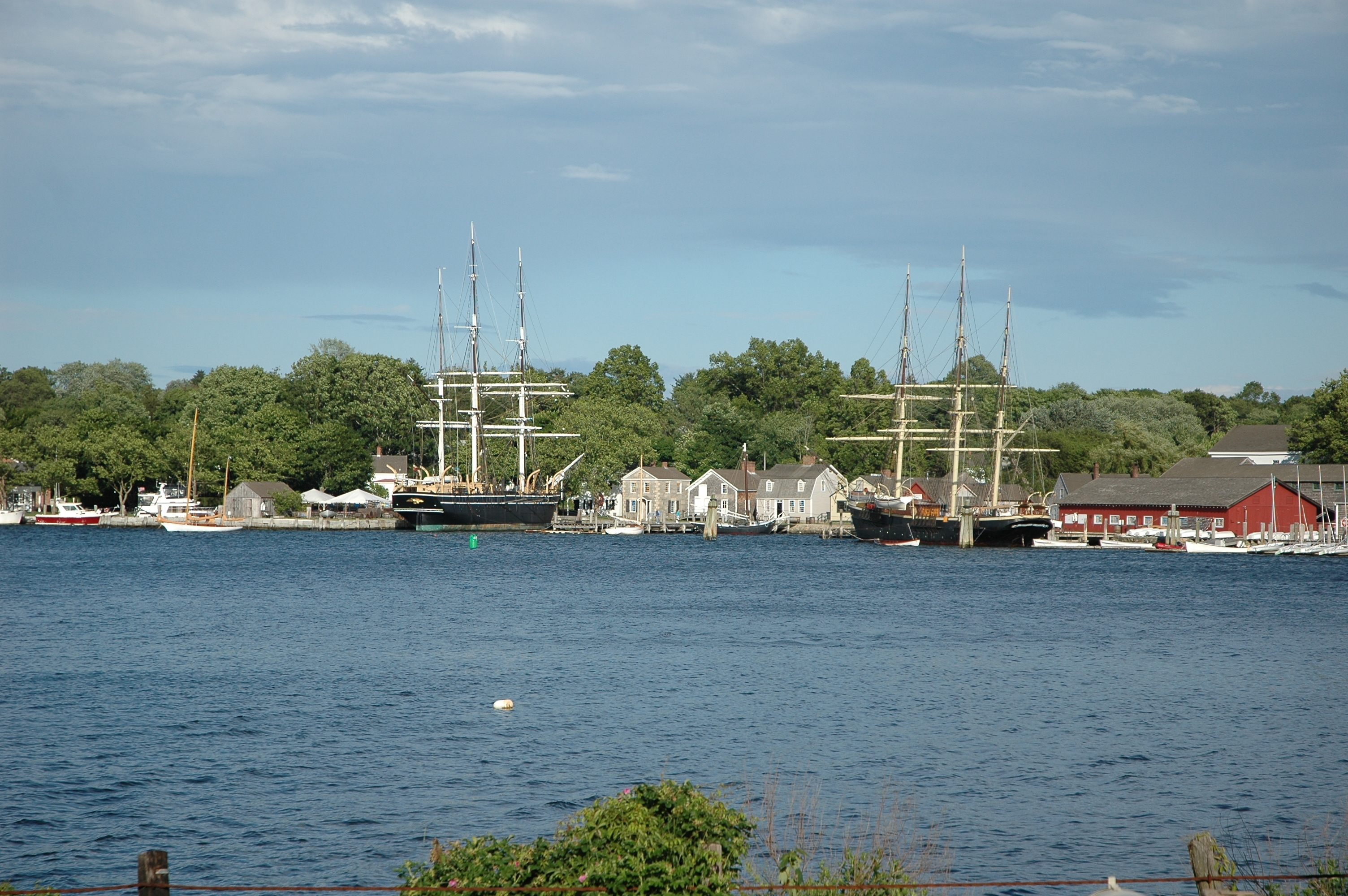
Mystic Seaport

### Lien connexe
- Liste des phares du Connecticut